# Lisetta
Lisetta è un film del 1933, diretto da Carl Boese.
Girato a Berlino in doppia versione italo-tedesca, il film presenta anche il titolo alternativo The Lucky Diamond.

## Trama
Storia d'amore ricca di equivoci tra una fioraia ed il rampollo di una ricca famiglia.